# Nifty Erotic Stories Archive
Nifty Erotic Stories Archive, también conocido como nifty.org y Nifty es un sitio web creado en 1993 dedicado a la creación y difusión de literatura erótica.

## Antecedentes
El sitio recopila relatos LGBT, heterosexuales y de temática bisexual y lésbica de escritores aficionados, así como "Información general erótica y educativa", con relatos clasificados por tema y asunto, como "primera vez", "interracial", fan-ficción, experiencias misioneras, y otras categorías. La historiadora de fan-fiction Laura Hale ha señalado que "históricamente, este archivo no se considera el hogar de la verdadera fan-fiction, sino más bien de la erótica basada en celebridades que estaba ausente del contexto fan-fiction".
A fecha de febrero de 2023, el sitio contiene más de 300 000 historias. El sitio acepta envíos directos y está alojado de forma independiente, pero se refleja en el Alt Sex Stories Text Repository y muchos otros sitios, en varios países. En el año 2000, fue reconocida por el Servicio de Impuestos Internos de los Estados Unidos como una organización sin ánimo de lucro exenta de impuestos 501(c). El sitio es gratuito y se mantiene únicamente con trabajo voluntario, y depende de las donaciones de los usuarios. Nifty no tiene un proceso de registro, un aspecto que ha suscitado críticas, ya que el sitio no requiere que los usuarios verifiquen que son mayores de 18 años.
En 2012, la empresa de pagos en línea Stripe suspendió la cuenta de Nifty debido a que el sitio alojaba historias que mostraban zoofilia, lo que Stripe consideraba que violaría las normas de protección de marca de Visa y MasterCard. Nifty impugnó esta acción, afirmando que violaba su derecho a la libertad de expresión recogido en la Primera Enmienda, y la decisión fue revocada posteriormente.

## En la investigación académica
Paul Baker, de la Universidad de Lancaster, utilizó Nifty.org como fuente de un millón de palabras de relatos eróticos de hombres homosexuales y de un millón de palabras de relatos eróticos de lesbianas, en un estudio sobre "las construcciones de identidad y el uso del lenguaje de quienes son vistos como parejas sexuales ideales; temas importantes o patrones narrativos dentro de los textos que revelan los discursos de la sexualidad a los que han accedido los autores; [y] el lenguaje que los consumidores/creadores homosexuales de textos eróticos encuentran sexualmente excitante".
En 2000, OutProud publicó los datos de una encuesta que había realizado con la revista Oasis con el objetivo de encontrar formas de mejorar la comunicación con las comunidades a las que servían. OutProud descubrió que una gran parte de los encuestados (el 51%) había encontrado la encuesta a través de Nifty o de un enlace relacionado con Nifty, lo que sorprendió a los encuestadores, ya que no se habían dirigido al sitio para solicitar ayuda con la encuesta. Los encuestadores también descubrieron que los encuestados de Nifty encajaban mejor en las comunidades a las que intentaban dirigirse, ya que otras fuentes no representaban a todas las comunidades de las que OutProud y Oasis esperaban recibir encuestas.